# Nampcel
Nampcel ist eine nordfranzösische Gemeinde mit 297 Einwohnern (Stand: 1. Januar 2022) im Département Oise in der Région Picardie. Sie gehört zum Arrondissement Compiègne und zum Kanton Compiègne-1 (bis 2015: Kanton Attichy).

## Geografie
Nampcel liegt etwa 17 Kilometer nordöstlich von Compiègne. Umgeben wird Nampcel von den Nachbargemeinden Caisnes im Norden und Nordwesten, Cuts im Norden und Nordosten, Camelin im Nordosten, Blérancourt im Osten, Audignicourt im Osten und Südosten, Autrêches im Süden und Südosten, Moulin-sous-Touvent im Süden und Westen sowie Carlepont im Nordwesten.

## Bevölkerungsentwicklung
| Jahr      | 1962 | 1968 | 1975 | 1982 | 1990 | 1999 | 2006 | 2013 |
| Einwohner | 305  | 296  | 254  | 256  | 212  | 275  | 262  | 285  |

## Sehenswürdigkeiten
Siehe auch: Liste der Monuments historiques in Nampcel
- Kirche
- Reste der Priorei von Bellefontaine
- Schloss Nampcel mit Park
- Ehemaliger Kommandoposten (genannt: Abri du Kronprinz) aus dem Ersten Weltkrieg

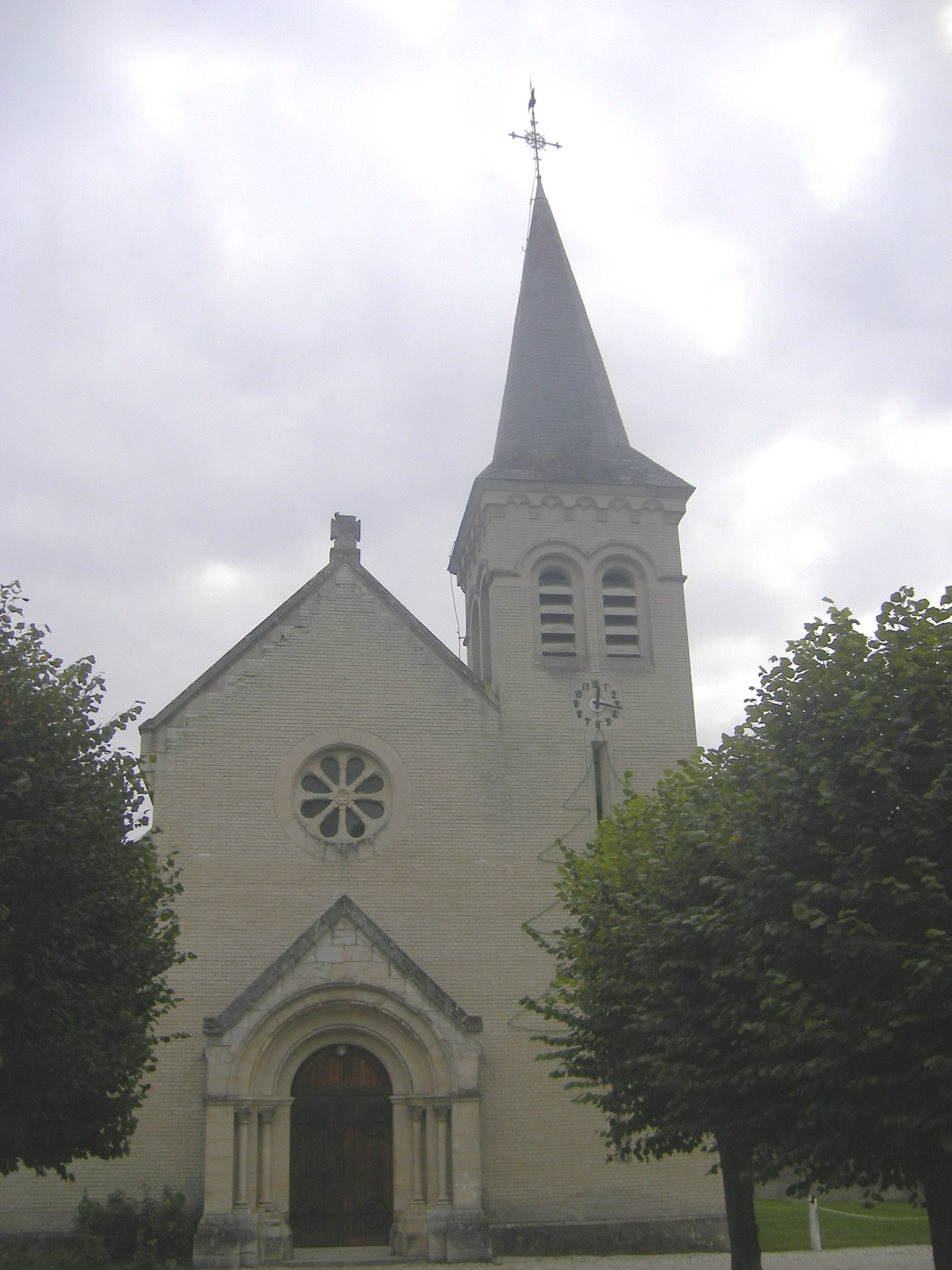
Kirche

- Deutscher Militärfriedhof